# Ionosferă
Ionosfera este partea superioară a atmosferei, caracterizată de o ionizare produsă de radiația solară. Ea joacă un rol important în electricitatea atmosferică și formării marginii interioare a magnetosferei. Acesta are o importanță practică, deoarece, printre alte funcții, ea influențează propagarea undelor radio în locurile îndepărtate de pe Pământ.

Relaţia dintre atmosferă şi ionosferă

## Geofizică
Ionosfera este un înveliș de electroni, atomi și molecule încărcate electric care înconjoară Pământul, se întinde de la o înălțime de aproximativ 50 de km pînă la mai mult de 1000 km. Ea își datorează existența sa în primul rând radiațiilor ultraviolete ale soarelui.